# Macla Tenório
Maria Clara Cerqueira Tenório Nutels (Maceió, 22 de Abril de 1996), conhecida pelo nome artístico Macla Tenório ou simplesmente Macla, é uma atriz, comediante e youtuber brasileira. Atualmente, faz parte do elenco do canal Porta dos Fundos, tendo sido a vencedora do reality show Futuro Ex-Porta.

## Carreira
Nascida em Maceió, no estado de Alagoas, Maria Clara iniciou a carreira de humorista em 2015 ao estrelar um vídeo viral do canal de YouTube "Eu, Gênio", posteriormente renomeado "Eu, Gênio e Macla".
Entre 2014 e 2020, ao passo que produzia conteúdo para seu canal, cursou jornalismo na UFAL, e trabalhou em diversas atividades paralelas como repórter de telejornal e atuando em ações publicitárias.
Em 2020, aos 24 anos, se inscreveu no Futuro Ex-Porta,  um reality show do grupo de humor Porta dos Fundos, que seria realizado no mesmo ano, mas foi adiado para 2021 devido à pandemia de COVID-19. No reality, Macla venceu a disputa, desbancando 9 concorrentes (além de 7000 inscritos que não foram selecionados), entrando para o elenco fixo do conjunto humorístico. Desde então, segue atuando constantemente nos vídeos do grupo, contracenando com celebridades como Pabllo Vittar, além de participar de eventos e programas televisivos, como o Domingo Legal.
Macla é o mais recente exemplo da safra de humoristas alagoanos que têm obtido sucesso nacional nos últimos anos.

## Filmografia

### Reality shows
| Ano  | Programa        | Personagem                       | Produção         |
| ---- | --------------- | -------------------------------- | ---------------- |
| 2021 | Futuro Ex-Porta | Ela mesma (Vencedora - 1º lugar) | Porta dos Fundos |

### YouTube
| Ano           | Canal               |
| ------------- | ------------------- |
| 2015–2017     | "Eu, Gênio e Macla" |
| 2021–presente | "Porta dos Fundos"  |